# Blodgett Iceberg Tongue
Die Blodgett Iceberg Tongue (englisch für Blodgett-Eisbergzunge) ist eine große Gletscherzunge an der Banzare-Küste des ostantarktischen Wilkeslands. Auf der Ostseite der Porpoise Bay erstreckt sie sich in der Umgebung des Kap Morse und des Kap Carr seewärts.
Das Advisory Committee on Antarctic Names benannte sie 1966 nach dem US-amerikanischen Kartografen Gardner Dean Blodgett (1925–2019), der als Mitarbeiter des Amts für Geographie im Innenministerium der Vereinigten Staaten im Jahr 1955 anhand von Luftaufnahmen der Operation Highjump (1946–1947) eine Kartenskizze der antarktischen Objekte zwischen 84° und 144° östlicher Länge, darunter die hier beschriebene Gletscherzunge, anfertigte.